# 阿巴蒂斯 (密蘇里州)
阿巴蒂斯（英語：Abattis）是位於美國密蘇里州沃倫縣的鬼鎮。

## 歷史
阿巴蒂斯的郵局於1878年設立，其後於1904年停運。

## 地理
阿巴蒂斯所處的海拔為高於海平面172米（即564英呎），而該地所採用的時區為UTC-6，即北美中部時區（CST）。同時該地設有夏令時間，為UTC-6調快一小時，即UTC-5（CDT）。